# Lucho Barahona
Luis Alberto Barahona Rivera, conocido por su nombre artístico de Lucho Barahona (Santiago, 2 de febrero de 1931) es un dramaturgo, escritor y actor costarricense de origen chileno. En 2023, la Asamblea Legislativa de la República de Costa Rica lo declaró como Ciudadano de Honor.
Entre sus apariciones en la televisión costarricense, se cuentan los programas La lucha de Lucho, Rueda La Lucha y otros. En dichos programas, él fungía como guionista, director, actor, etc. 
Ingresó en 1956 a la Escuela de Teatro en la Universidad de Chile. 
En 1971 fue cofundador de la compañía y Teatro del Ángel, junto a Ana González, Bélgica Castro y Alejandro Sieveking. Participó en emblemáticas y populares obras de la compañía, hasta su exilio en 1974.  
Barahona posee un teatro llamado Teatro Lucho Barahona en el Paseo de los Estudiantes, en el centro de San José.

## Historia
Al igual que otros chilenos, Barahona llegó a Costa Rica tras el golpe militar a Salvador Allende en 1973.

## Discografía
- 1973 - Himno de la CUT / Cueca de la CUT (como recitador)